# Котт, Луи

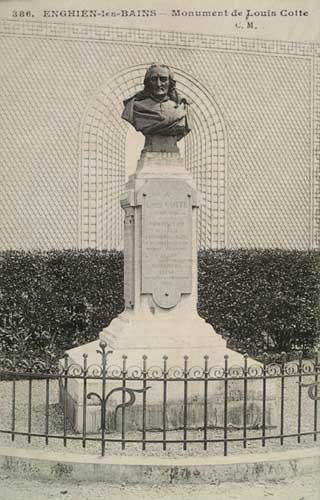
Бюст Луи Котту (1740—1815) в Анген-ле-Бен. Фотография 1901 года

Луи Котт (фр. Louis Cotte; 1740, Лаон — 1815) — французский метеоролог и агроном

.
С 18 лет вступил в монашеский орден ораторианцев, был профессором философии и теологии в ораторианском лицее в Монморанси. Исследования качества воды в Энгиене в 1769 году принесли ему звание члена-корреспондента Французской Академии наук, а в 1780 году золотую медаль Королевского медицинского общества. В 1794 году, в условиях антирелигиозного революционного террора, отказался от сана, остаток жизни провёл в городе Париже.
Котт приложил много сил для использования метеорологии к сельскому хозяйству, исследовал влияния различных почвенных условий на урожай пшеницы и т. п. Среди его сочинений наиболее известны: «Traité de météorologie» (1774); «Leçons élémentaires sur le choix et la conservation des grains, sur les opérations de la meunerie et de la boulangerie et sur la taxe du pain» (1795) и др.
После открытия им в 1766 году горячих серных источников в Анген-ле-Бен, город в середине XIX века превратился в фешенебельный курорт. Там ему установлен памятник.